# Hugo Schenk

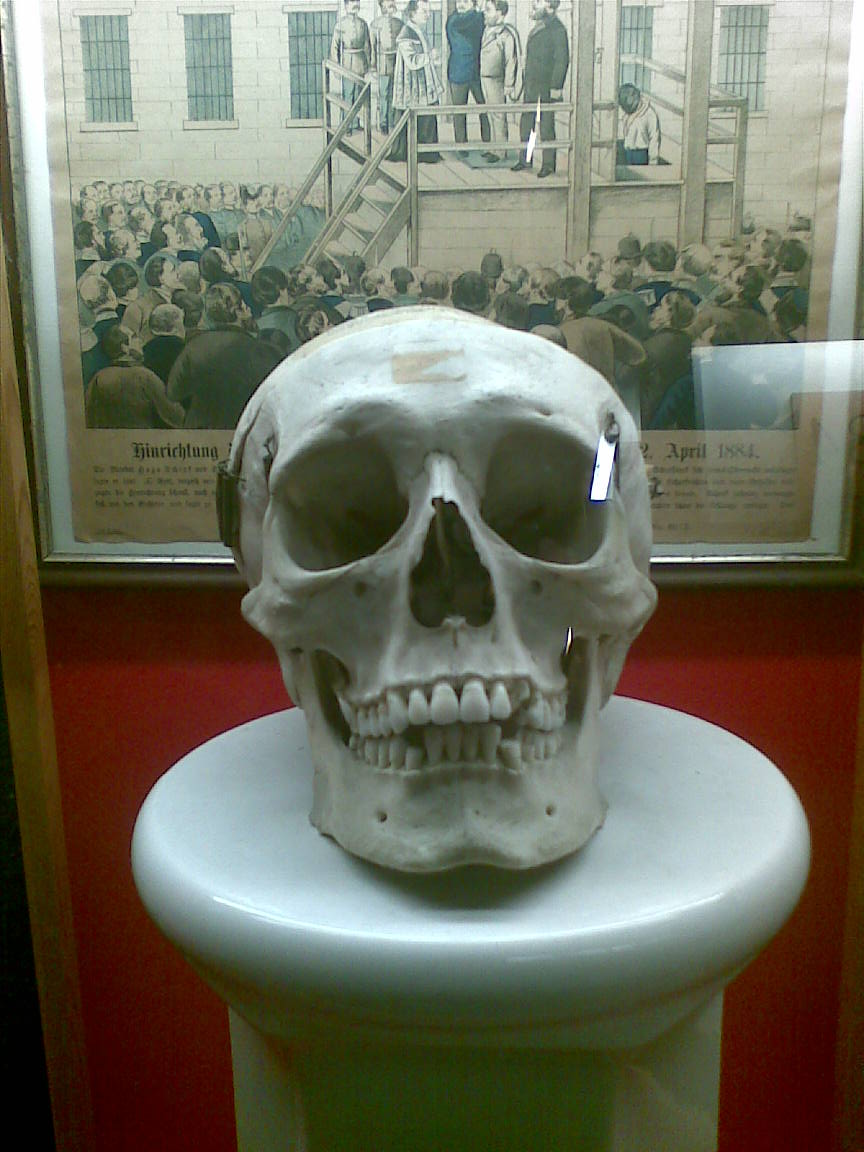
Czaszka Hugo Schenka (w tle ilustracja egzekucji)

Hugo Schenk (ur. 11 lutego 1849 w miejscowości Čechy pod Kosířem, zm. 22 kwietnia 1884 w Wiedniu) – austriacki seryjny morderca i hochsztapler, który zamordował cztery pokojówki z pomocą swojego wspólnika Karla Schlossarka (1858-1884). Obaj zostali skazani na karę śmierci przez powieszenie; wyrok wykonano 22 kwietnia 1884.